# Wikipédia en interlingue
Ne doit pas être confondu avec Wikipédia en interlingua.
Wikipédia en interlingue (en interlingue : Wikipedia in Interlingue) est l’édition de Wikipédia en interlingue (ou occidental), langue construite. L'édition est lancée en août 2004. Son code est : ie.
Au 21 mars 2025, l'édition en interlingue contient 13 091 articles et compte 21 722 contributeurs, dont 38 contributeurs actifs et 1 administrateur.
Les autres éditions de Wikipédia en langue construite sont, par ordre de date de lancement : espéranto créée en 2001 (367 949 articles) ; interlingua, créée en 2002 (29 859 articles) ; volapük (40 804 articles) ; ido (54 489 articles) ; lojban, créées en 2004 (1 338 articles) ; novial, créée en 2006 (1 852 articles) ; lingua franca nova, créée en 2018 (4 459 articles) et kotava, créée en 2020 (29 892 articles).

## Statistiques
- Le 12 mars 2015, l'édition en occidental/interlingue compte 2 773 articles et 7 030 utilisateurs enregistrés[2], ce qui en fait la 190e[3] édition linguistique de Wikipédia par le nombre d'articles et la 185e[4] par le nombre d'utilisateurs enregistrés, parmi les 287 éditions linguistiques actives.
- Le 7 octobre 2022, elle contient 11 390 articles et compte 17 124 contributeurs, dont 32 contributeurs actifs et 3 administrateurs.
- Le 28 août 2024, elle contient 12 815 articles et compte 20 655 contributeurs, dont 32 contributeurs actifs et 1 administrateur.